# Сартул-Гэгэтуйский дацан
Даца́н «Дамба́ Брэйбули́нг» (ранее Бургалтайский дацан; тиб. དམ་པ་བྲས་བུ་གླིང, Вайли dam pa bras bu gling — «Место святого плода») — буддийский монастырский комплекс (дацан) на юге Бурятии в улусе Гэгэтуй Джидинского района.

## История

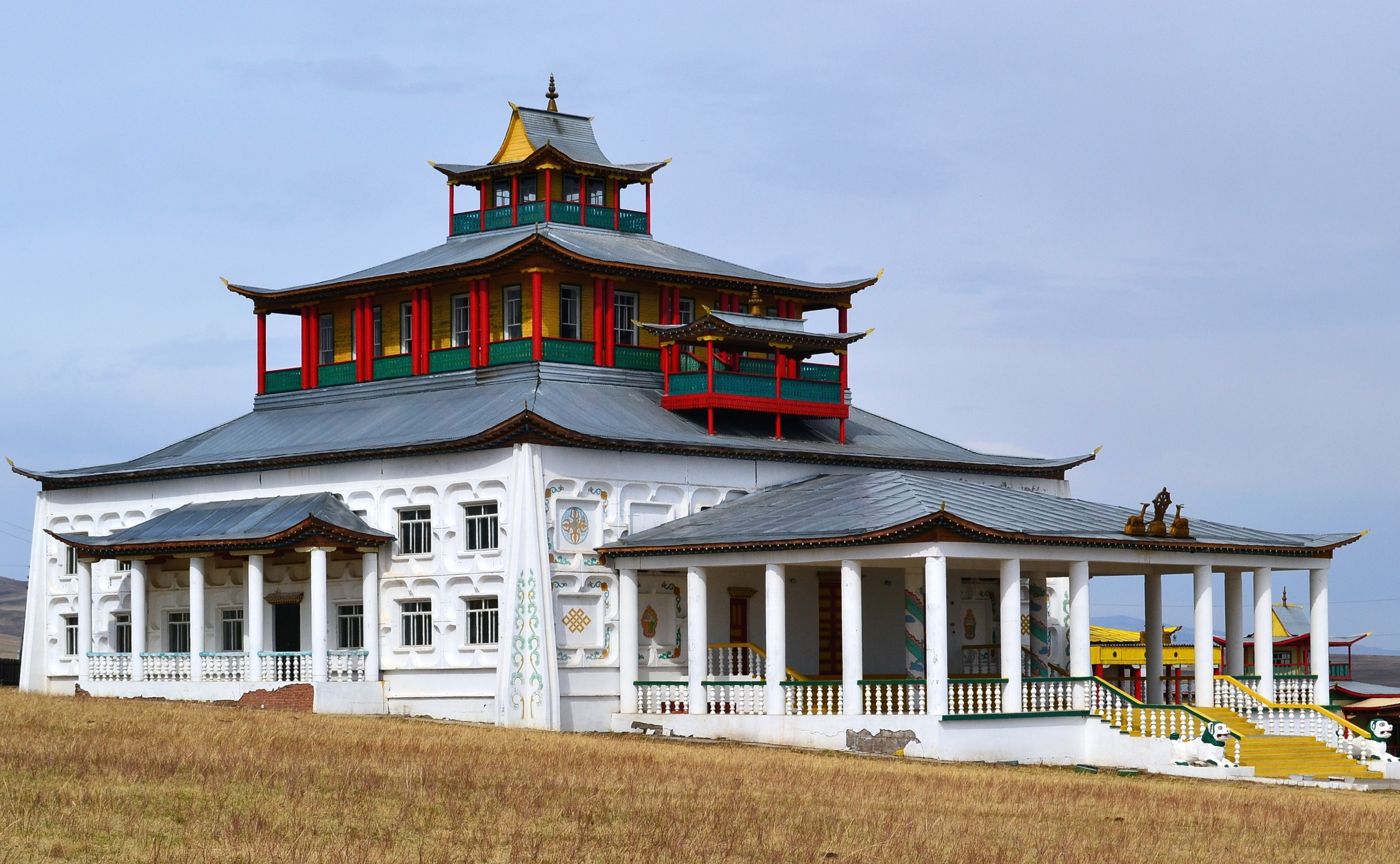
Цогчен-дуган

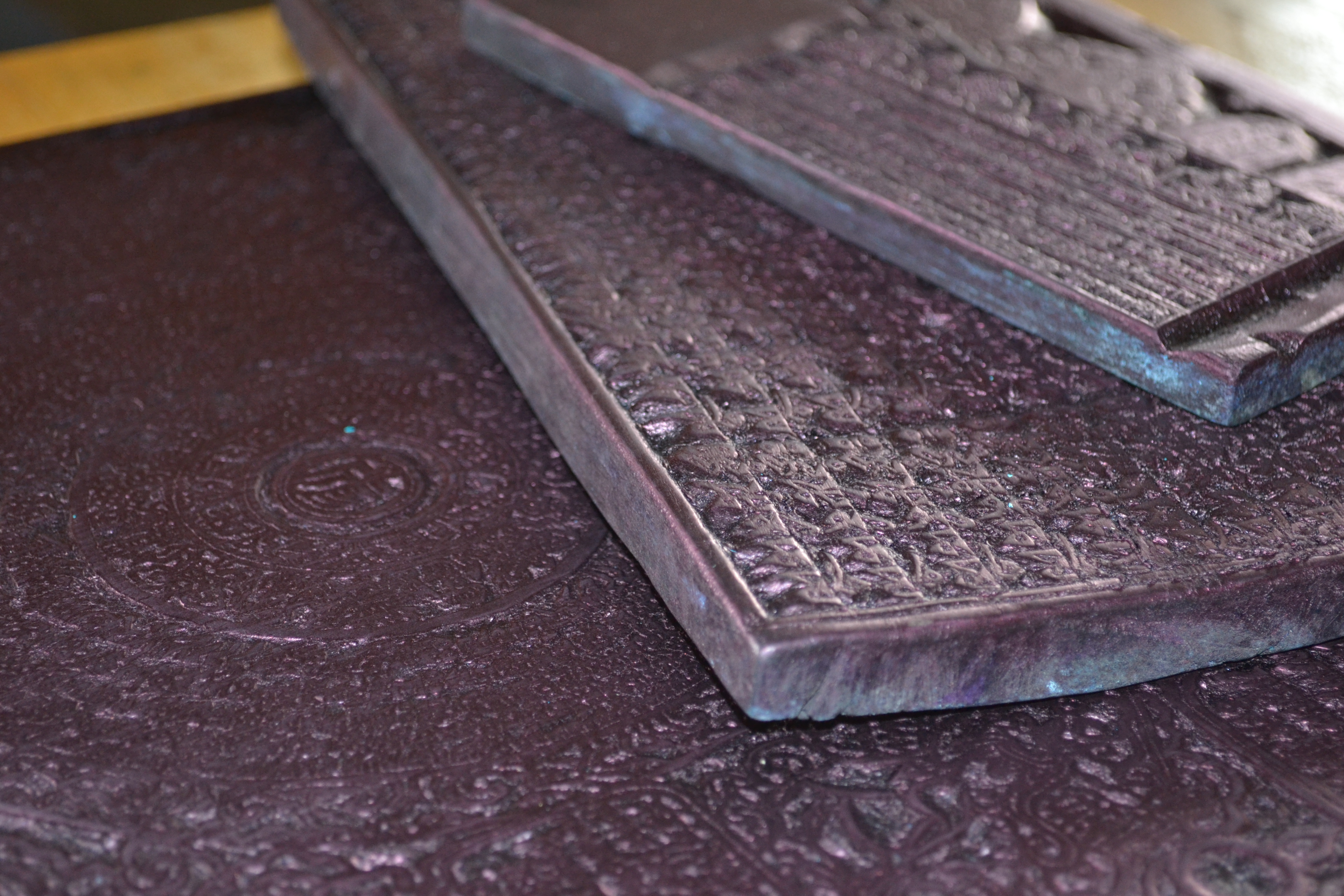
Печатные доски

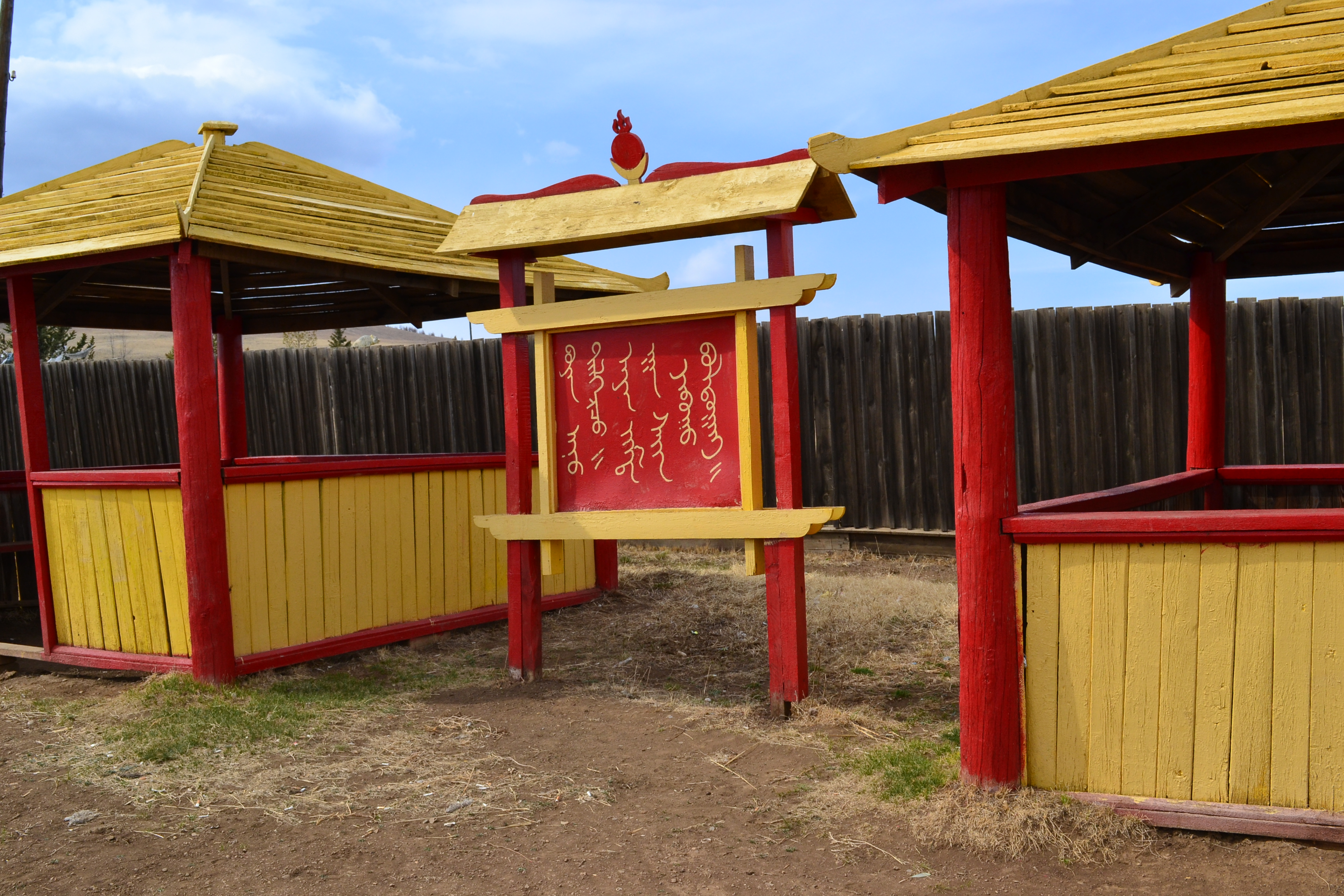
У ворот дацана

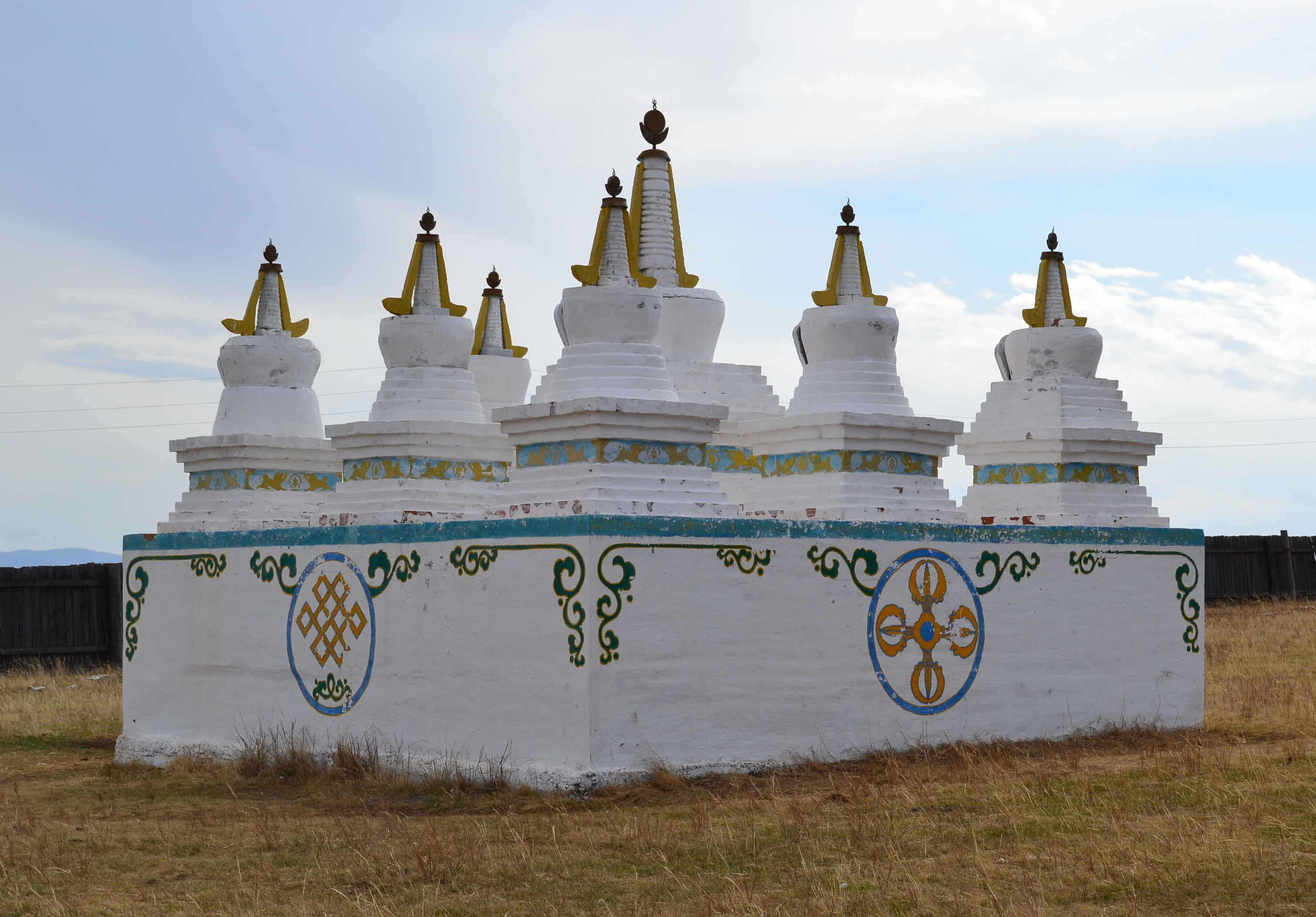
Ступы

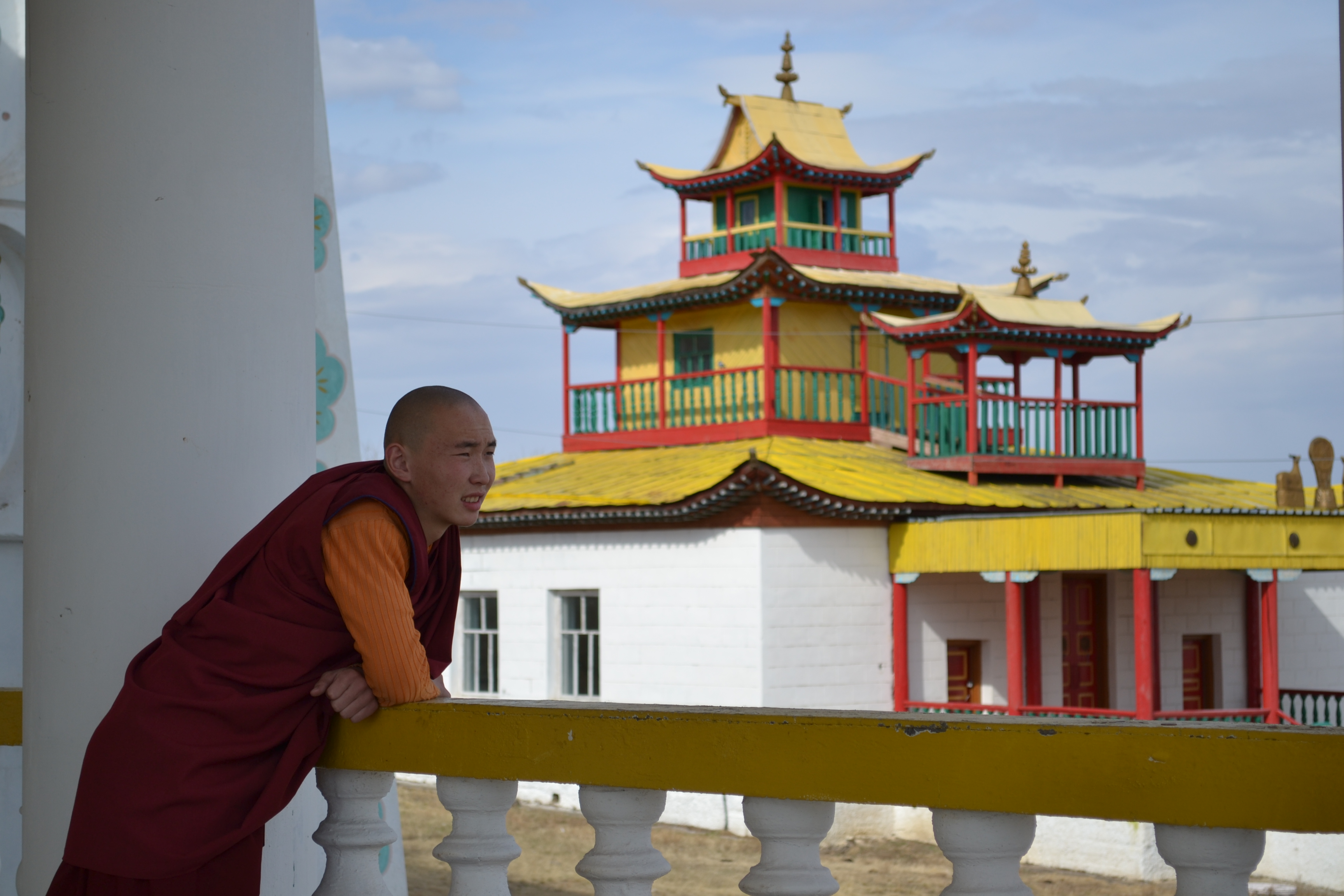
Хуварак

В 1707 году в виде войлочной кумирни был основан Сартульский дацан «Гандан Пунцоглинг», в то время единственный буддийский храм всех сартульских родов. В 1769 году сартулы построили деревянный дацан близ Селенгинского тракта, в семи верстах от селения Торей, в пяти верстах от реки Джиды в урочище Бургалтай. Дацан получил официальную регистрацию в административных органах.
Как отмечал видный исследователь-монголовед А. М. Позднеев, дацан был известен не только среди бурятских кочевий, но и в сопредельной Монголии. Храмовый комплекс Сартульского дацана тех лет включал, помимо основного Цогчен-дугана, восемь малых дуганов. Период расцвета Сартульского дацана закончился в начале XIX века, когда он разделился на Сартульский и Гэгэтуйский.
Как свидетельствует архив монастыря, ширетуй Боохай-лама решил перенести дацан из урочища Бургалтай в урочище Гэгэтуйн сала. Часть лам разделяла это решение, другая — воспротивилась. В 1808 году с разрешения губернатора Боохай-лама перекочевал со своими единомышленниками на новое место с четырьмя аймачными дуганами (сумэ), остальные ламы остались при прежнем приходе.
В том же году прихожане дацана решили возвести стационарное каменное сооружение цогчен-дугана, но из-за трудностей он был сооружён в деревянном исполнении. Таким образом, Боохай-лама основал Гэгэтуйский дацан, который оказался на более удобном месте, защищенном горами от холодных ветров. Через 5—6 лет оставшиеся ламы задумались о перекочевке в урочище Гэгэтуйн сала. В 1815 году Сартульский дацан был перенесён, но это не объединило приход, поскольку прихожане каждого из них привыкли к своему дацану.
Окончательно разделение дацанов произошло в 1853 году. «Положение о ламайском духовенстве Восточной Сибири» дало каждому из дацанов самостоятельность и обозначило границы их приходов. В 1865 году Сартульский дацан перекочевал на южную сторону горы Ухэр чулу в местность Убэрцы булаг. С тех пор Сартульский дацан неизменно находится на этом месте.
В 1831 году Гэгэтуйский дацан был обновлён. В 1840 году в нём насчитывалось 48 лам и 46 хувараков. В то время ширетуем был Чойнжур Рампилов.
В состав храмового комплекса Гэгэтуйского дацана входило пять малых дуганов. Дуганы в честь Будды Аюши (Амитаюс) и в честь шестнадцати верховных проповедников буддизма (впоследствии преобразованный в храм Дара-эхэ, Бодхисаттвы Тары) первоначально были построены в 1816 году. В 1818 году в комплекс дацана вошёл храм-хранилище буддийского канона Ганджура, в 1823 году — дуган Сарвавид-Вайрочаны или Гунрик сумэ.
Гэгэтуйский дацан до 1884 года представлял собой симметрично построенный монастырь, в центре которого стоял цогчен-дуган, а по четырём углам возвышались четыре малых дугана, но с реорганизацией храма Ганджур в Цанид-дуган (1882 год) эта симметрия была нарушена.
В 1881 году в монастыре открылся факультет Цанид, на котором послушники получали буддийское философское образование. Так как для факультета необходимо было большое помещение, решили реконструировать один из малых дуганов и ходатайствовали о разрешении построить дуган за пределами дацанской ограды. Здание для богословской школы было пожертвовано местным прихожанином Буянту Сахияевым.
Пятое малое здание храма в честь Будды Майтреи было построено на месте храма Ганджур в 1901 году на средства двенадцати прихожан дацана. В июле 1899 года, собравшись на хурал Майтреи, они решили «израсходовать из своих средств каждый по тысяче рублей и устроить при своем приходском дацане из меди статую Будды Майдари… с помещением для этого кумира… ради умножения блага как нашего собственного, так и всего мира».
Наиболее подробное описание дацана составил А. М. Позднеев, посетивший его в 1909 и 1915 годах в рамках экспедиции по бурятским монастырям. Население дацана составляли пять штатных лам, 250—280 нештатных лам, 60 хувараков, изучающих цанид. Приход монастыря насчитывал около четырёх тысяч человек. Ко времени визита Позднеева в Гэгэтуйский дацан в нём насчитывалось пять больших сумэ. В центре комплекса по традиции располагался Цогчен-дуган. Он имел крестообразную форму и внутри был богато обставлен статуями Будды Шакьямуни, Цзонхавы, гения-хранителя монастыря сахюсана Чжамсарана, изображениями чистой земли Сукхавати (Дэважин). Цогчен-дуган был окружён с четырех сторон храмами-дуганами. В храме, посвященном богине Таре, а по другим сведениям Шестнадцати Ставирам (Найдан), хранились маски для мистерии Цам Дуйнхор.
В храме ежегодно проводились мистерии Цам. В середине лета проходил Большой Цам, весной — Цам Калачакры.
К приходу Гэгэтуйского дацана относились жители Нижнего Бургалтая, Малого Нарына, Гэгэтуя, Цагатуя, Ичётуя. По данным 1853 года прихожанами Гэгэтуйского дацана были 1050 мужчин и 1147 женщин, принадлежавших к казачьему сословию. В начале XX века их насчитывалось 3860 человек.
В дацане работала собственная типография. Монастырь располагал полным собранием тибетского буддийского канона Ганджур и Данджур.
В 1930—1937 годы в дацане служили около 300 лам и хувараков.
В 1937 году Гэгэтуйский дацан был разрушен, имущество большей частью разграблено, ламы арестованы и высланы из Бурятии.
Официально дацан был закрыт по постановлению ЦИК Бурят-Монгольской АССР от 1 июля 1938 года.

## Современное состояние
Сартул-Гэгэтуйский дацан относится к Буддийской традиционной Сангхе России. Юридическое название — «МРО буддистов Джидинского района, Сартул-Гэгэтуйский дацан „Дамба Брэйбулинг“».
В 1989 году была создана буддийская община для возрождения объединённого Сартул-Гэгэтуйского дацана. Определили место под строительство — близ села Гэгэтуй. Место освятил лама Дарма-Доди.
3 августа 1990 года открыли дуган, в течение двух дней совершались хуралы. Ширетуем был назначен Жамсуев Балдан-лама.
18 октября 1991 года состоялась торжественная церемония открытия и освящения Цогчен-дугана — трёхэтажного храма размером 15 на 14 метров.
По инициативе настоятеля (ширээтэ) М. Р. Чойбонова был построен лечебный центр восточной медицины «Мамба дуган», открытие которого состоялось в 2002 году.

## Настоятели (ширээтэ) храма
- Гунзэн ламхай (1930-е годы)
- Жамсуев Балдан (1991—1994)
- Чойбонов Матвей Рабданович (Данзан-Нима) (1994—2003)
- Банзаракцаев Чингис Норбоевич (2003—2011)
- Чойдонов Аркадий (2011—настоящее время)